# HD 169885
HD 169885，又名BD+53 2079，SAO 30943、HR 6911，是一颗恒星，视星等为6.32，位于銀經81.86，銀緯25.44，其B1900.0坐标为赤經18h 21m 38.5s，赤緯+53° 25.44′ 46″。